# Anky van Grunsven
Pour les articles homonymes, voir Grunsven.
Theodora Elisabeth Gerarda van Grunsven dite Anky van Grunsven, née le 2 janvier 1968 à Erp, est une cavalière néerlandaise de dressage. Sa taille est de 1,70 m pour 55 kg. Elle compte à son palmarès 9 médailles olympiques, dont trois en or.
Elle est mariée à son entraîneur Sjef Janssen, venu tard à l'équitation, à l'âge de 28 ans.

## Palmarès
| Année | Compétition          | Lieu            | Place | Épreuve    |
| ----- | -------------------- | --------------- | ----- | ---------- |
| 1992  | Jeux Olympiques      | Barcelone       | 2e    | équipes    |
| 1996  | Jeux Olympiques      | Atlanta         | 2e    | équipes    |
| 1996  | Jeux Olympiques      | Atlanta         | 2e    | individuel |
| 1998  | Championnat du monde | Rome            | 2e    | individuel |
| 1999  | Championnat européen | Arnhem          | 1re   | individuel |
| 2000  | Jeux Olympiques      | Sydney          | 2e    | équipes    |
| 2000  | Jeux Olympiques      | Sydney          | 1re   | individuel |
| 2004  | Jeux Olympiques      | Athènes         | 1re   | individuel |
| 2004  | Coupe du Monde       | Düsseldorf      | 1re   | individuel |
| 2005  | Championnat européen | Hagen           | 1re   | individuel |
| 2005  | Coupe du Monde       | Las Vegas       | 1re   | individuel |
| 2006  | Championnat du monde | Aix-la-Chapelle | 1re   | RLM        |
| 2008  | Jeux Olympiques      | Hong Kong       | 1re   | individuel |
| 2008  | Jeux Olympiques      | Hong Kong       | 2e    | équipes    |
| 2012  | Jeux Olympiques      | Londres         | 3e    | équipes    |

Elle détenait également les records des notes les plus hautes avec 81,333 % en Grand Prix (2006 à Rotterdam) et 87,925 % en reprise libre (2006 à Bois-le-Duc). Ces différents records furent battus d'abord par le couple néerlandais formé d'Edward Gal et Moorlands Totilas, puis par le couple britannique formé de Charlotte Dujardin et Valegro.

## Ses principaux chevaux
- Olympic Bonfire jusqu'en 2004.
- Gestion TCN Partout
- IPS Salinero
- IPS Painted Black